# 巴伐利亚统治者列表
巴伐利亚的地名是罗马帝国统治该地时，罗马皇帝给予该地的名称。指的是“来自波希米亚的人”。大约于520年法兰克人也提及此地名。在8世纪早期「德意志的使徒」圣波尼法西斯自英格蘭來此弘法，將當地異教徒篤信，代表索爾雷神的神木砍斷，使當地居民一律皈依。从此巴伐利亚一直信仰罗马天主教，16世纪巴伐利亚抗拒宗教改革，未曾改宗新教，而至今仍然坚持信仰罗马天主教。
大约由550年至788年，阿芝诺芬家族统治巴伐利亚公国，直至最后一位公爵泰西罗三世被查理大帝罢黜为止。在接着的400年有很多家族统治公国，很少家族能传至第三代。而那些公爵中最后亦是最重要的一位，就是韦尔夫王朝的狮子亨利，亦是慕尼黑的建城者。
当狮子亨利被他侄子腓特烈一世罢免萨克森与巴伐利亚公爵的名衔之后，在1180年，巴伐利亚被给予维特尔斯巴赫家族作为封地，从此巴伐利亚由1180年直至1918年都是在维特尔斯巴赫家族统治下。1255年巴伐利亚第一次分裂成若干数个公国，但在1506年巴伐利亚再被统一，而慕尼黑也成为唯一的首都。
1623年三十年战争早期巴伐利亚公爵取代了他们的表亲普法尔茨伯爵获得了神圣罗马帝国内强大的选帝侯名衔，从那时起不但决定了巴伐利亚拥有选举罗马人民的国王和神圣罗马帝国皇帝的权利，而且获得在帝国法律之下的特别正式地位。
当拿破仑撤销帝国名号的时候，巴伐利亚于1806年升格成为了一个王国，而在1815年普法尔茨也与巴伐利亚合并。在1799年至1817年之间巴伐利亚国王马克西米利安一世采用严厉的现代化方针，建下了行政结构的基础，即使当时仍是君主政体。而这方针亦沿用至今日。在1818年一个新宪法通过（以当时为标准），设立两院制的议会，包括上议院（"Kammer der Reichsräte"）及下议院（"Kammer der Abgeordneten"）。该宪法到第一次世界大战结束，君主政体倒台之前仍然有效。
在普鲁士崛起后，巴伐利亚计划与普鲁士和奥地利对抗以维护她自己的独立地位。1866年普奥战争和普法战争的胜利使得普鲁士势不可挡。1870年巴伐利亚加入北方德意志邦联，并在1871年被并入德意志帝国。王國成為新帝國的下屬邦國，並在規模、權力和財富上僅次於帝國內占主導地位的普魯士王國。巴伐利亚王国的內政、軍事（僅在發生戰爭時歸屬帝國中央政府指揮），甚至於外交權力（巴伐利亞王國政府有權向外國派駐大使級外交官）仍有所保留。但是王国内部存在很多反对意见，巴伐利亚民族主义者希望国家能像奥地利一样保留独立地位。年轻的国王路德維希二世则把精力用在建设新天鹅堡上。至20世纪初，大部分巴伐利亚人则自我认同为德国人。
在20世纪早期瓦西里·康定斯基、保罗·克利、亨利·易卜生、与其它知名画家都来到了巴伐利亚，特别是慕尼黑的施瓦賓区，但该区在一战中被破坏。
第一次世界大战结束德意志帝国灭亡后，巴伐利亞首相库尔特·艾斯纳罷黜了巴伐利亞王路德维希三世，改建巴伐利亞蘇維埃共和國，自稱州長，后被刺杀。巴伐利亚遂以自由邦的形式并入魏玛共和国。二战后巴伐利亚归属美军占领统治，美军将其外飞地下普法尔茨并入莱茵兰-普法尔茨，其他疆域维持至今。

## 巴伐利亞統治者

### 巴伐利亞公爵

#### 阿吉洛爾芬王朝
約於公元788年查理曼征服巴伐利亞後，法蘭克人便將治下的巴伐利亞地區交由公爵代理。此時可能上任的巴伐利亞公爵是法蘭克人，還是是從當地顯赫家族中選出的，尚存爭議。目前已知的首任巴伐利亞公爵是加里瓦爾德（Gariwald），或稱加里巴德一世（Garibald I），他來自阿吉洛芬家族，也是由他開創了巴伐利亞公爵時期的首個王朝阿吉洛芬王朝。
| 君主                                       | 上任時期 | 下任時期 | 統治區域                     | 備註 |
| ------------------------------------------ | -------- | -------- | ---------------------------- | --- |
| 加里巴爾德一世 Gariwald                    | 約555年  | 591年    | 一些史籍稱其為“巴伐利亞國王” | |
| 塔西洛一世 Tassilon                        | 約595年  | 610年    |                              | 逝世後被冠以“國王”（rex）頭銜 |
| 加里巴爾德二世 Garibald II                 | 約610年  | 640年    |                              | |
| 特奧多 Theodo V/III                        | 約640年  | 680年    |                              | 在特奧多逝世後的717年時，巴伐利亞已經獨立於法蘭克王國，而公國領土則被特奧多的子嗣瓜分，但在791年，公國又回歸統一                                                                |
| 特奧德伯特 Theodebert Theudebert Theotpert | 約702年  | 719年    | 薩爾茨堡                     | 特奧多之子 |
| 特奧德巴德 Theudebald Theodolt Theodoalt   | 約711年  | 719年    | （不明）巴伐利亞公國領土之一 | 特奧多之子 |
| 塔西洛二世 Tassilo II                      | 約717年  | 719年    | 帕紹                         | 特奧多之子 |
| 基利摩瓦德 Grimwald                        | 約716年  | 725年    | 弗賴辛                       | 特奧多之子，之後統一巴伐利亞 |
| 胡格博特 Hukbert                           | 725年    | 737年    |                              | 特奧德巴德之子。約於725年，事實上的掌權者鐵錘查理雖無法蘭克王國公爵的名義，但在胡格博特統治期間剿滅基利摩瓦德勢力，為巴伐利亞吞併了大量領土。                                   |
| 奧提洛                                     | 737年    | 748年    |                              | 士瓦本公爵哥特弗列德之子 |
| 格列弗 Grifo                               | 748年    | 748年    |                              | 卡洛林篡位者 |
| 塔西洛三世 Tassilo III                     | 748年    | 788年    |                              | 757年，塔西洛三世承認法蘭克王國對其的宗主權，並多次向其稱臣，但在國內仍使用獨立方法治國。 788年，塔洛西三世遭查理曼大帝判處死刑。 794年，得到赦免的他放棄治國，改隱居於修道院。 |

### 加洛林王朝
- 788年-814年： 查理大帝
- 814年-817年： 洛泰爾一世
- 817年-826年： 路易一世
- 826年-865年： 路易二世
- 864年-880年： 卡洛曼
- 880年-882年： 路易三世（“青年路易”）
- 882年-887年： 查理 (胖子)
- 887年-899年： 阿努爾夫
- 899年-911年： 童子路易
- 890年-895年： 恩格爾代（英语：Engeldeo）

### 利奧波丁王朝（英语：Luitpoldings）
- 889年-907年： 利奧波德
- 907年-937年： 阿努爾夫（惡人）
- 937年-938年： 埃貝哈德
- 938年-947年： 貝特霍爾德

### 薩克森王朝
- 947年-955年： 亨利一世
- 956年-976年： 亨利二世（強辯者）
- 976年-982年： 奧托一世

### 利奧波丁王朝（英语：Luitpoldings）
- 983年-985年：（小）亨利三世

### 薩克森王朝
- 985年-995年： 亨利二世（復位）
- 995年-1005年：亨利四世

### 盧森堡王朝
- 1005年-1026年：亨利五世

### 法蘭克尼亞王朝
- 1026年-1041年：亨利六世

### 盧森堡王朝
- 1042年-1047年：亨利七世

### 埃佐王朝（英语：Ezzonids）
- 1049年-1053年：康拉德一世

### 法蘭克尼亞王朝
- 1053年-1054年：亨利八世--其於1053年當選羅馬人的國王，1084年當選神聖羅馬皇帝。
- 1054年-1055年：康拉德二世
- 1055年-1061年：亨利八世 --其於1053年當選羅馬人的國王，1084年當選神聖羅馬皇帝。

### 諾特海姆王朝
- 1061年-1077年：諾特海姆的奧托

### 法蘭克尼亞王朝
- 1077年-1096年：亨利八世 --其於1053年當選羅馬人民的國王，1084年當選神聖羅馬皇帝。

### 韋爾夫王朝
- 1096年-1101年：韋爾夫一世
- 1101年-1120年：韋爾夫二世
- 1120年-1126年：（黑）亨利九世
- 1126年-1139年：（驕傲的）亨利十世

### 巴本堡王朝
- 1139年-1141年：利奧波德 1139-1141
- 1141年-1156年：（向上帝起誓的）亨利十一世

### 韋爾夫王朝
- 1156年-1180年：亨利十二世（獅子）

### 維特爾斯巴赫王朝
- 1180年—1183年：（偉大的）奧托一世 （Otto I "der Grosse"）
- 1183年—1231年：路易一世 （Ludwig I），1214年起兼任萊茵行宮伯爵。
- 1231年—1253年：（高貴的）奧托二世 ( Otto II "der Erlauchte")，兼任萊茵行宮伯爵。

奧托二世去世後，巴伐利亞被他的兒子們瓜分為上巴伐利亞（Oberbayern）和下巴伐利亞（Niederbayern）。從這時起到16世紀，統治者來自同一個家族，但各自獨立管理。維特爾斯巴赫家族的長系（粗體字）一般被簡稱為巴伐利亞公爵。

## 巴伐利亚分裂期間

### 上巴伐利亚公爵
- 1253年—1294年：（严厉的）路易二世（ Ludwig II "der Strenge" ）（兼任莱茵行宫伯爵）
- 1294年—1317年：鲁道夫一世 （兼任莱茵行宫伯爵，他的后代为维特尔斯巴赫家族普法尔茨支）
- 1294年—1347年：路易四世 （1340年起兼下巴伐利亚公爵，1328年加冕为神圣罗马帝国皇帝）

1340年，上巴伐利亚公爵兼神圣罗马帝国皇帝路易四世重新统一巴伐利亚。

### 下巴伐利亚公爵
- 1253年—1290年：亨利十三世
- 1290年—1312年：奥托三世 1305年至1307年为匈牙利国王
- 1290年—1296年：路易三世
- 1290年—1309年：斯特凡一世
- 1309年—1334年：奥托四世
- 1309年—1339年：亨利十四世（大亨利）
- 1312年—1333年：亨利十五世
- 1339年—1340年：约翰一世（孩童）（Johann I "das Kind"）

1340年，下巴伐利亚公爵绝嗣，公爵之位由上巴伐利亚公爵兼任。

### 暂时统一
- 1340年—1347年：路易四世
- 1347年—1349年：路易五世，斯特凡二世，路易六世，威廉一世，阿爾布雷希特和奥托五世共治

1349年，路易四世的儿子们再度将巴伐利亚分割为上巴伐利亚、下巴伐利亚和巴伐利亚-施特劳宾（Bayern-Straubing）。

### 上巴伐利亚公爵（第二次分封）
- 1347年—1361年：路易五世（勃兰登堡人） Ludwig V, der Brandenburger （路易四世长子，1323-51年为勃兰登堡藩侯，1349-61年为克恩滕公爵、蒂罗尔伯爵）
- 1347年—1350年：路易六世（罗马人） Ludwig VI, der Römer （路易四世第三子，1351-56年为勃兰登堡藩侯，1356-65年为勃兰登堡选侯）
- 1347年—1350年：（腐败的）奥托五世 Otto V, der Faule （路易四世第六子，1351-73年为勃兰登堡藩侯）
- 1361年—1363年：邁因哈德 Meinhard （路易五世次子，兼任蒂罗尔伯爵）

1363年，上巴伐利亚绝嗣，归于巴伐利亚-兰茨胡特。

### 下巴伐利亚公爵（第二次分封）
- 1347年—1375年：斯特凡二世 Stephan II （路易四世次子）

1375年，下巴伐利亚分为巴伐利亚-因戈尔施塔特（Bayern-Ingolstadt）、巴伐利亚-兰茨胡特（Bayern-Landshut）和巴伐利亚-慕尼黑（Bayern-München）。

### 巴伐利亚-施特劳宾公爵
- 1353年—1388年：威廉一世 Wilhelm I （路易四世第四子，1351-58年为荷兰和西兰伯爵，1356-58年为埃诺伯爵）
- 1353年—1404年：阿尔布雷希特一世 Albrecht I （路易四世第五子，1358年起为荷兰、西兰和埃诺伯爵）

巴伐利亚-施特劳宾与荷兰、西兰、埃诺成为共主邦联，也被称为施特劳宾-荷兰公国。
- 1389年—1397年：阿爾布雷希特二世，阿尔布雷希特一世之子，先于其父去世
- 1404年—1417年：威廉二世 （阿尔布雷希特长子，兼任荷兰、西兰和埃诺伯爵）
- 1417年—1425年：（不仁慈的）約翰三世 Johann III Ohnegnade （阿尔布雷希特第三子，兼任荷兰、西兰和埃诺伯爵和列日主教）

1425年巴伐利亚-施特劳宾绝嗣，被巴伐利亚-因戈尔施塔特、巴伐利亚-兰茨胡特、巴伐利亚-慕尼黑瓜分。

### 巴伐利亚-因戈尔施塔特公爵
- 1375年—1413年：斯特凡三世 Stephan III der Kneißl （斯特凡二世长子）
- 1413年—1443年：路易七世（八字胡）Ludwig VII der Bärtige
- 1443年—1445年：（驼背的）路易八世 Ludwig VIII der Höckrige

1445年巴伐利亚-因戈尔施塔特绝嗣，归于巴伐利亚-兰茨胡特。

### 巴伐利亚-兰茨胡特公爵
- 1375年—1393年：弗里德里希（智者） Friedrich der Weise （斯特凡二世次子）
- 1393年—1450年：亨利十六世（富人） Heinrich XVI der Reiche

1445年巴伐利亚-因戈尔施塔特并入。
- 1450年—1479年：路易九世（富人） Ludwig IX der Reiche
- 1479年—1503年：格奧爾格（富人） Georg der Reiche

1503年，巴伐利亚-兰茨胡特绝嗣，归于巴伐利亚-慕尼黑，巴伐利亚重新统一。

### 巴伐利亚-慕尼黑公爵
- 1375年—1397年：約翰二世 （斯特凡二世第三子）
- 1397年—1438年：恩斯特一世
- 1397年—1435年：威廉三世
- 1435年—1440年：阿道夫
- 1438年—1460年：（虔诚的）阿尔布雷希特三世 （Albrecht III der Fromme ）
- 1460年—1463年：约翰四世
- 1460年—1467年：西吉斯蒙德
- 1460年—1508年：阿尔布雷希特四世（智者） （Albrecht IV der Weise）

1503年，巴伐利亚-兰茨胡特并入，巴伐利亚重新统一。

## 巴伐利亚公爵
- 1503年—1508年：阿爾布雷希特四世
- 1508年—1550年：威廉四世
- 1514年—1545年：路易十世 （巴伐利亚-兰茨胡特公爵）
- 1550年—1579年：（大胆的）阿尔布雷希特五世 （Albrecht V der Großmütige）
- 1579年—1597年：（虔诚的）威廉五世 （Wilhelm V der Fromme）
- 1597年—1623年：（偉大的）马克西米利安一世

1623年，由于在三十年战争中宣誓忠于神圣罗马帝国皇帝，巴伐利亚公爵马克西米利安一世被封为选帝侯。

## 巴伐利亚选侯
| 巴伐利亞幼系                         |                           |                                | |
| 肖像                                 | 姓名                      | 統治時間                       | 備註 |
|                                      | 马克西米利安一世          | 1623年2月23日 - 1651年9月27日  | 1623年取得選侯，威斯特伐利亚和约后繼續保留上普法爾茨和選侯 |
|                                      | 斐迪南·馬利亞             | 1651年9月27日 - 1679年5月26日  | 馬克西米利安一世長子，1651年至1654年由叔叔阿爾布雷希特四世攝政 |
|                                      | 馬克西米利安二世·埃曼努爾 | 1679年5月26日 - 1726年2月26日  | 斐迪南·馬利亞長子，因在西班牙王位繼承戰爭中支持法蘭西王國，布伦汉姆战役后逃離巴伐利亞選侯國，并被剝奪選侯資格，1714年的巴登條約后恢復選侯資格 |
|                                      | 卡爾·阿爾布雷希特         | 1726年2月26日 - 1745年1月20日  | 马克西米利安二世·埃曼努埃尔二婚所生次子，奧地利王位繼承戰爭時期再次支持法蘭西王國，反對哈布斯堡家族，1742年1月24日在法蘭克福加冕為神聖羅馬皇帝，奧地利軍隊隨即佔領巴伐利亞選侯國，奧地利軍隊在第二次西里西亞戰爭后撤離選侯國，卡爾.阿爾布雷希特才得以返回選侯國，三個月后病逝 |
|                                      | 馬克西米利安三世·約瑟夫   | 1745年1月20日 - 1777年12月30日 | 卡爾·阿爾布雷希特長子，最後的巴伐利亞幼系選侯 |
| 普法尔茨-诺伊堡-祖尔茨巴赫支系       |                           |                                | |
|                                      | 卡爾·特奧多爾             | 1777年12月30日 - 1799年2月16日 | 马克西米利安三世·约瑟夫的遠房親戚，1743年為下普法爾茨選侯 |
| 普法尔茨-茨魏布吕肯-比尔肯菲尔德支系 |                           |                                | |
|                                      | 马克西米利安四世·约瑟夫   | 1799年2月16日 - 1806年8月6日   | 卡爾·泰奧多爾的遠房親戚，1799年繼任下普法爾茨兼巴伐利亞選侯，神聖羅馬帝國在1806年解體，巴伐利亞選侯國升爲王國 |

## 巴伐利亚国王
| 肖像 | 姓名             | 統治時間                       | 備註 |
|      | 马克西米利安一世 | 1806年1月1日 - 1825年10月13日  | 首位巴伐利亞國王 |
|      | 路德維希一世     | 1825年10月13日 - 1848年3月20日 | 馬克西米利安一世長子，1848年被迫退位 |
|      | 马克西米利安二世 | 1848年3月20日 - 1864年3月10日  | 路德維希一世長子 |
|      | 路德維希二世     | 1864年3月10日 - 1886年6月13日  | 马克西米利安二世長子 |
|      | 奧托             | 1886年6月13日 - 1913年11月5日  | 馬克西米利安二世次子，因精神失常無法执政，由叔叔和堂兄攝政，后被堂兄废黜，仍称国王 * 柳特波德（1886年6月10日 - 1912年12月12日） * 路德维希（1912年12月12日 - 1913年11月5日） |
|      | 路德維希三世     | 1913年11月5日 - 1918年11月13日 | 柳特波德長子，废黜堂弟奧托后即位，一戰后被迫退位 |

## 维特尔斯巴赫家族逊位后的继承人
- 路德维希三世 （1918-1921）
- 鲁普雷希特 （1921-1955）
- 阿尔布雷希特公爵 （1955-1996）
- 弗朗茨公爵 （1996年-現今）

## 附註
1. ↑  保羅執事 (1907), History of the Langobards (Historia Langobardorum) 的存檔，存档日期24 February 2008., William Dudley Foulke, trans. (Philadelphia: University of Pennsylvania), III, x 的存檔，存档日期25 September 2008., 稱他為“巴伐利亞國王”. The mid-thirteenth-century 巴伐利亞公爵系列 稱他為“加里巴國王”（Garibald rex），见FMG （页面存档备份，存于）.